# Live in Japan (álbum de Il Divo)
Live in Japan (en español: en directo desde Japón), es el segundo álbum en directo de la carrera musical del cuarteto de crossover clásico Il Divo, después de An Evening with Il Divo: Live in Barcelona, publicado en 2009, producido por Alberto Quintero. 
Una presentación en vivo disponible tanto en formato BluRay o un conjunto de DVD + CD de música, del directo en Tokio el 11 de marzo de 2014, en el Teatro Nippon Budokan.
El CD/DVD ‘Live in Japan’ salió a la venta el 12 de noviembre de 2014 en Japón y el 1 de diciembre en el resto del mundo.
El concierto forma parte de la gira del disco del sexto álbum de estudio de Il Divo «A Musical Affair».
La artista Lea Salonga, invitada por Il Divo a participar en algunas presentaciones de la gira ‘A Musical Affair’, colabora con el grupo en algunos dúos.
Urs habló sobre el álbum, «estamos muy orgullosos de haber conseguido capturar nuestro concierto en directo en el Budokan, uno de los teatros más legendarios del mundo. Definitivamente, se trata de un hito en nuestra carrera.»

## Contenido
Con 18 interpretaciones en el DVD y 15 canciones en el CD.

| ‘Live in Japan´ incluye las siguientes actuaciones: |                                                              |          |  |
| N.º                                                 | Título                                                       | Duración |  |
| 1.                                                  | «Tonight»                                                    |          |  |
| 2.                                                  | «Some enchanted evening»                                     |          |  |
| 3.                                                  | «If Ever I Would Leave You»                                  |          |  |
| 4.                                                  | «Can You Feel the Love Tonight (dúo con Lea Salonga)»        |          |  |
| 5.                                                  | «Memory (dúo con Lea Salonga)»                               |          |  |
| 6.                                                  | «I Will Always Love You»                                     |          |  |
| 7.                                                  | «Don't Cry for Me Argentina»                                 |          |  |
| 8.                                                  | «Pour que tu m'aimes encore»                                 |          |  |
| 9.                                                  | «Somewhere»                                                  |          |  |
| 10.                                                 | «The Winner Takes It All»                                    |          |  |
| 11.                                                 | «Bring Him Home»                                             |          |  |
| 12.                                                 | «Love Changes Everything»                                    |          |  |
| 13.                                                 | «Who Can I Turn To?»                                         |          |  |
| 14.                                                 | «The Music Of The Night (dúo con Lea Salonga)»               |          |  |
| 15.                                                 | «The Impossible Dream»                                       |          |  |
| 16.                                                 | «You'll Never Walk Alone»                                    |          |  |
| 17.                                                 | «My Way»                                                     |          |  |
| 18.                                                 | «Con te partirò - Time To Say Goodbye (dúo con Lea Salonga)» |          |  |

| ‘Live in Japan´ incluye las siguientes canciones en vivo: |                                                              |          |  |
| N.º                                                       | Título                                                       | Duración |  |
| 1.                                                        | «Tonight»                                                    |          |  |
| 2.                                                        | «Some enchanted evening»                                     |          |  |
| 3.                                                        | «Can You Feel the Love Tonight (dúo con Lea Salonga)»        |          |  |
| 4.                                                        | «Memory (dúo con Lea Salonga)»                               |          |  |
| 5.                                                        | «I Will Always Love You»                                     |          |  |
| 6.                                                        | «Don't Cry for Me Argentina»                                 |          |  |
| 7.                                                        | «Somewhere»                                                  |          |  |
| 8.                                                        | «The Winner Takes It All»                                    |          |  |
| 9.                                                        | «Bring Him Home»                                             |          |  |
| 10.                                                       | «Love Changes Everything»                                    |          |  |
| 11.                                                       | «The Music Of The Night (dúo con Lea Salonga)»               |          |  |
| 12.                                                       | «The Impossible Dream»                                       |          |  |
| 13.                                                       | «My Way»                                                     |          |  |
| 14.                                                       | «Con te partirò - Time To Say Goodbye (dúo con Lea Salonga)» |          |  |
| 15.                                                       | «A Whole New World (dúo con Lea Salonga) Extra.»             |          |  |

- La versión japonesa del CD/DVD incluirá las canciones Flowers Will Bloom y Furusato.[1]